# گمینا شچیناوا
گمینا شچیناوا (به لهستانی:  Gmina Ścinawa) یک گمینا در لهستان است که در شهرستان لوبین واقع شده‌است. گمینا شچیناوا ۱۶۴٫۵۶ کیلومتر مربع مساحت و ۱۰٬۵۷۱ نفر جمعیت دارد.